# Финей (из Эфиопии)
О прорицателе из Фракии с тем же именем см. Финей

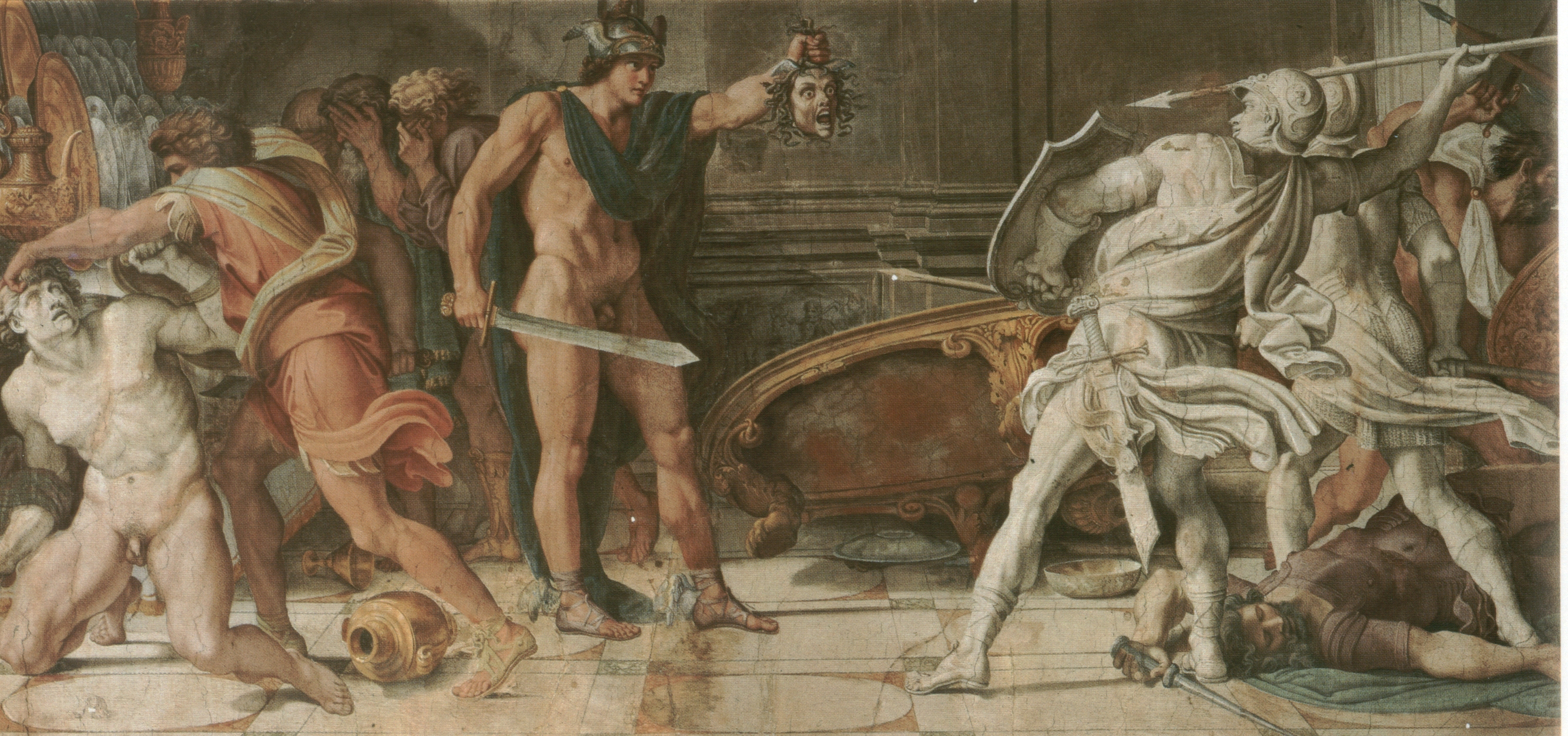
Аннибале Карраччи и Доменикино. Персей и Финей

Финей (др.-греч. Фινεύς) — персонаж древнегреческой мифологии, сын Бела и Анхинои, дядя Кадма, либо (по Гесиоду, Асклепиаду, Антимаху и Ферекиду) сын Феникса (сына Агенора) и Кассиопеи, по Гелланику — сын Агенора.
Был первым обручен с Андромедой и составил заговор против Персея, когда тот спас девушку, но Персей обратил его в камень. Согласно Овидию, брат Кефея, пытался убить Персея. Молил о пощаде, но Персей, использовав голову Медузы, превратил его в камень.